# Трой (Теннессі)
Трой (англ. Troy) — місто (англ. town) в США, в окрузі Обіон штату Теннессі. Населення — 1423 особи (2020).

## Географія
Трой розташований за координатами 36°20′34″ пн. ш. 89°9′25″ зх. д. / 36.34278° пн. ш. 89.15694° зх. д. (36.342642, -89.156829).  За даними Бюро перепису населення США в 2010 році місто мало площу 3,86 км², уся площа — суходіл.

## Демографія
Згідно з переписом 2010 року, у місті мешкала 1371 особа в 547 домогосподарствах у складі 387 родин. Густота населення становила 356 осіб/км².  Було 605 помешкань (157/км²).
Расовий склад населення:
| - 97,4 % — білих - 0,9 % — чорних або афроамериканців - 0,2 % — корінних американців |

До двох чи більше рас належало 0,8 %. Частка іспаномовних становила 1,8 % від усіх жителів.
За віковим діапазоном населення розподілялося таким чином: 24,8 % — особи молодші 18 років, 58,7 % — особи у віці 18—64 років, 16,5 % — особи у віці 65 років та старші. Медіана віку мешканця становила 38,5 року. На 100 осіб жіночої статі у місті припадало 93,6 чоловіків;  на 100 жінок у віці від 18 років та старших — 90,6 чоловіків також старших 18 років.
Середній дохід на одне домашнє господарство  становив 46 264 долари США (медіана — 35 645), а середній дохід на одну сім'ю — 53 791 долар (медіана — 45 795). Медіана доходів становила 31 802 долари для чоловіків та 26 337 доларів для жінок. За межею бідності перебувало 18,1 % осіб, у тому числі 25,0 % дітей у віці до 18 років та 16,4 % осіб у віці 65 років та старших.
Цивільне працевлаштоване населення становило 652 особи. Основні галузі зайнятості: виробництво — 24,7 %, освіта, охорона здоров'я та соціальна допомога — 15,8 %, роздрібна торгівля — 13,0 %, мистецтво, розваги та відпочинок — 12,3 %.